# Edward Blount
Edward Blount (1565 – 1632) foi um editor de Londres que publicou o First Folio de William Shakespeare.